# Style.
Pour les articles homonymes, voir Style.
Singles de Kana Nishino
glowly days
(2008) MAKE UP
(2009)
Pistes de LOVE one.
Kimi no Koe wo feat. VERBAL (m-flo) Life goes on…
Style. est le 3e single de la chanteuse de J-pop Kana Nishino.

## Présentation
Il est sorti sous le label SME Records Inc. le 13 août 2008 au Japon. Il sort au format CD. Il atteint la 57e position à l'Oricon. Il se vend à 1 540 exemplaires la première semaine et reste classé 3 semaines pour un total de 2 787 exemplaires vendus. Style. a été utilisée comme 2e ending de l'anime Soul Eater. La chanson Style. se trouve sur l'album LOVE one. et sur la compilation Love Collection ~pink~.

## Pistes
Toutes les paroles sont écrites par Kana Nishino.
| 1. | Style.        | Kazuhiko.M    | Kazuhiko.M      |  |
| 2. | Stamp         | Marimo Wamoto | Tomoshige Gonda |  |
| 3. | September 1st | Nao Tanaka    | Nao Tanaka      |  |